# 姚系
姚（?—?），陝州硤石縣（今河南省三門峽市東南）人。唐朝政治人物。
姚係為姚崇之曾孫，祖父鄧海二州刺史姚彝，父越州長史姚闓。生卒年均不詳，約貞元年間在世，與韋應物同時。善彈琴，好遊名山。貞元元年（785年），登進士第，與羊士諤同科。曾擔任門下典儀。《韋應物集》有《送姚係還河中詩》。